# Jens Arne Svartedal
Jens Arne Svartedal, né le 14 février 1976 à Sarpsborg, est un fondeur norvégien. Il est spécialiste du style classique et a obtenu ses meilleurs résultats en sprint dont un titre de champion du monde.

## Carrière
Membre du Trøsken IL, Svartedal court pour la première fois dans la Coupe du monde en novembre 1997, où il obtient son premier podium individuel en 2000 en sprint à Oslo et sa première victoire à Asiago en décembre 2001. Cet hiver est son plus prolifique en termes de victoires (3 unités), puisqu'il gagne les sprints de Stockholm et d'Oslo. Il récidive à Oslo en 2003. Il est troisième de la Coupe du monde 2003-2004 (2 victoires). En 2005, il remporte son premier titre de champion de Norvège sur le sprint classique.
En février 2006, il remporte le 15 km classique de Davos, son seul succès en distance puis aux Jeux olympiques de Turin, il remporte la médaille d'argent en sprint par équipes avec son coéquipier Tor Arne Hetland. Il gagne ensuite au sprint de Drammen, en Norvège, devant ses compatriotes Børre Næss et Eldar Rønning. Durant cette saison 2005-2006, il est dans le top dix des classements de distance (5e) et de sprint (9e), ce qui le propulse au deuxième rang de la Coupe du monde, derrière Peter Angerer. 
En 2007, il enrichit son palmarès par un titre de champion du monde de sprint à Sapporo et un petit globe de cristal pour avoir gagné la Coupe du monde de sprint. En 2008, il gagne sa douzième et ultime course de Coupe du monde à l'occasion du sprint classique de Stockholm.
Depuis 2010, où il prend part aux Jeux olympiques de Vancouver (23e du cinquante kilomètres), il se consacre seulement aux courses marathon de la Worldloppet. Il prend sa retraite sportive de manière définitive en 2011.
À l'hiver 2013-2014, il devient commentateur / expert de ski de fond à la télévision norvégienne NRK.

## Palmarès

### Jeux olympiques
| Épreuve / Édition            | Turin 2006 | Vancouver 2010 |
| Sprint classique par équipes | Argent     |                |
| 15 km Classique              | 44e        |                |
| 50 km                        |            | 23e            |

### Championnats du monde
| Épreuve / Édition | Épreuve / Édition | Val di Fiemme 2003 | Sapporo 2007 | Liberec 2009 |
| Sprint            | Libre             | 11e                |              | 20e          |
| Sprint            | Classique         |                    | Or           |              |
| 15 km Classique   | 15 km Classique   | 19e                |              |              |
| 30 km             | 30 km             |                    | 19e          |              |
| 50 km Classique   | 50 km Classique   |                    | 19e          |              |

### Coupe du monde
- Meilleur classement général : 2e en 2006.
- 1 petit globe de cristal : vainqueur de la Coupe du monde de sprint en 2007.
- 35 podiums :
  - 22 podiums en épreuve individuelle : 12 victoires, 8 deuxièmes places et 2 troisièmes places.
  - 13 podiums en épreuve par équipes, dont 5 victoires.

#### Différents classements en Coupe du monde
| Année     | Classement général final | Classement distance | Classement sprint |
| 1999-2000 | 52e                      |                     | 16e               |
| 2000-2001 | 35e                      |                     | 15e               |
| 2001-2002 | 9e                       |                     | 2e                |
| 2002-2003 | 15e                      |                     | 8e                |
| 2003-2004 | 3e                       | 20e                 | 2e                |
| 2004-2005 | 7e                       | 21e                 | 8e                |
| 2005-2006 | 2e                       | 5e                  | 9e                |
| 2006-2007 | 8e                       | 55e                 | 1er               |
| 2007-2008 | 9e                       | 15e                 | 11e               |
| 2008-2009 | 52e                      | 37e                 | 75e               |
| 2009-2010 | 73e                      | 45e                 | 87e               |

#### Détail des victoires
Jens Arne Svartedal a remporté toutes ses victoires en style classique.
| Épreuve / Édition | Sprint | Sprint                  | 15 km | 15 km     | Poursuite 2 × 15 km | 50 km | 50 km     | Tour de ski ou Finales ou Nordic Opening |
| Épreuve / Édition | libre  | classique               | libre | classique | Poursuite 2 × 15 km | libre | classique | Tour de ski ou Finales ou Nordic Opening |
| 2001-2002         |        | Asiago Stockholm Oslo   |       |           |                     |       |           |                                          |
| 2002-2003         |        | Drammen                 |       |           |                     |       |           |                                          |
| 2003-2004         |        | Val di Fiemme Stockholm |       |           |                     |       |           |                                          |
| 2004-2005         |        | Asiago                  |       |           |                     |       |           |                                          |
| 2005-2006         |        | Drammen                 |       | Davos     |                     |       |           |                                          |
| 2006-2007         |        | Kuusamo Otepää          |       |           |                     |       |           |                                          |
| 2007-2008         |        | Stockholm               |       |           |                     |       |           |                                          |

### Coupe de Scandinavie
- 2 victoires.

### Championnats de Norvège
- Champion du sprint classique en 2005.
- Champion du cinquante kilomètres en 2007.
- Champion du quinze kilomètres en 2009.

## Distinction
Il remporte le Prix Egebergs Ærespris en 2010.